# Villaggio Mosè
Pour les articles homonymes, voir Villaggio et Mose (homonymie).
Villaggio Mosè est une frazione de la commune d'Agrigente dans la province d'Agrigente de la Sicile. 